# الرياضي أ (فلم)
الرياضي أ (بالإنجليزية: Athlete A) فيلم وثائقي أمريكي تم إصداره عام 2020 من إخراج بوني كوهين وجون شينك.
تم إصداره في 24 يونيو 2020 بواسطة نتفليكس. و كان من المقرر عرضه أول مرة عالميا في مهرجان تريبيكا السينمائي في 17 أبريل 2020 ، ولكن تم إلغاء المهرجان بسبب جائحة كورونا.   

## روابط خارجية
مقالات تستعمل روابط فنية بلا صلة مع ويكي بيانات